# کورسمندرهای حلقوی
کورسمندرهای حلقوی (نام علمی: Siphonopidae) نام یک تیره از راسته سمندرهای کرمی است.